# 齐亚德·西西
齐亚德·西西（阿拉伯语：‎，1994年12月15日—）生于亚历山大港，是一名埃及男子击剑运动员，主攻佩剑。他的父亲曾是埃及国家篮球队队员，他也最初受家人影响练习篮球，后来他的母亲建议他练习像击剑那样的个人运动，他便放弃篮球改练击剑。高中后，他进入美国的韦恩州立大学修读机械工业专业，并加入该校校队参加美国校际比赛。后来，他在同大学继续深造，争取硕士学位。